# Cidariplura gladiatella
Cidariplura gladiatella är en fjärilsart som beskrevs av Embrik Strand 1920. Cidariplura gladiatella ingår i släktet Cidariplura och familjen nattflyn. Inga underarter finns listade i Catalogue of Life.